# Chiarismo lombardo
Il Chiarismo lombardo fu un movimento artistico nato a Milano all'inizio degli anni trenta.

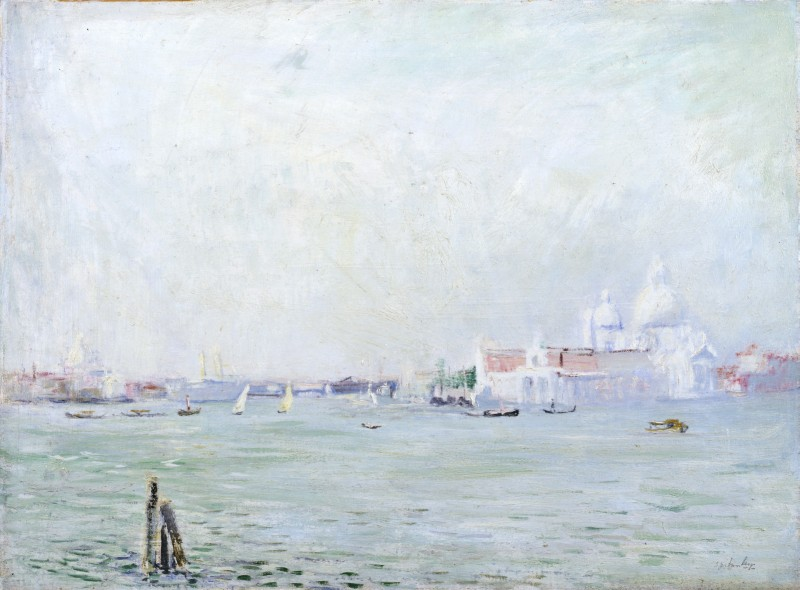
Adriano Spilimbergo, Venezia, 1950 circa, Milano, Milano, Collezioni d'arte della Fondazione Cariplo

## Il movimento
Il termine fu coniato per la prima volta dal critico Leonardo Borgese nel 1935, riferendosi ad alcuni giovani pittori lombardi che, a contatto con il critico Edoardo Persico, lavoravano a una pittura dai colori chiari e dal segno leggero e intriso di luce, quindi ripreso da Guido Piovene nel 1939. La tecnica (utilizzata soprattutto da Angelo Del Bon e dai chiaristi mantovani) usata anche da Renato Birolli, consisteva nel dipingere su una base di bianco ancora umida.

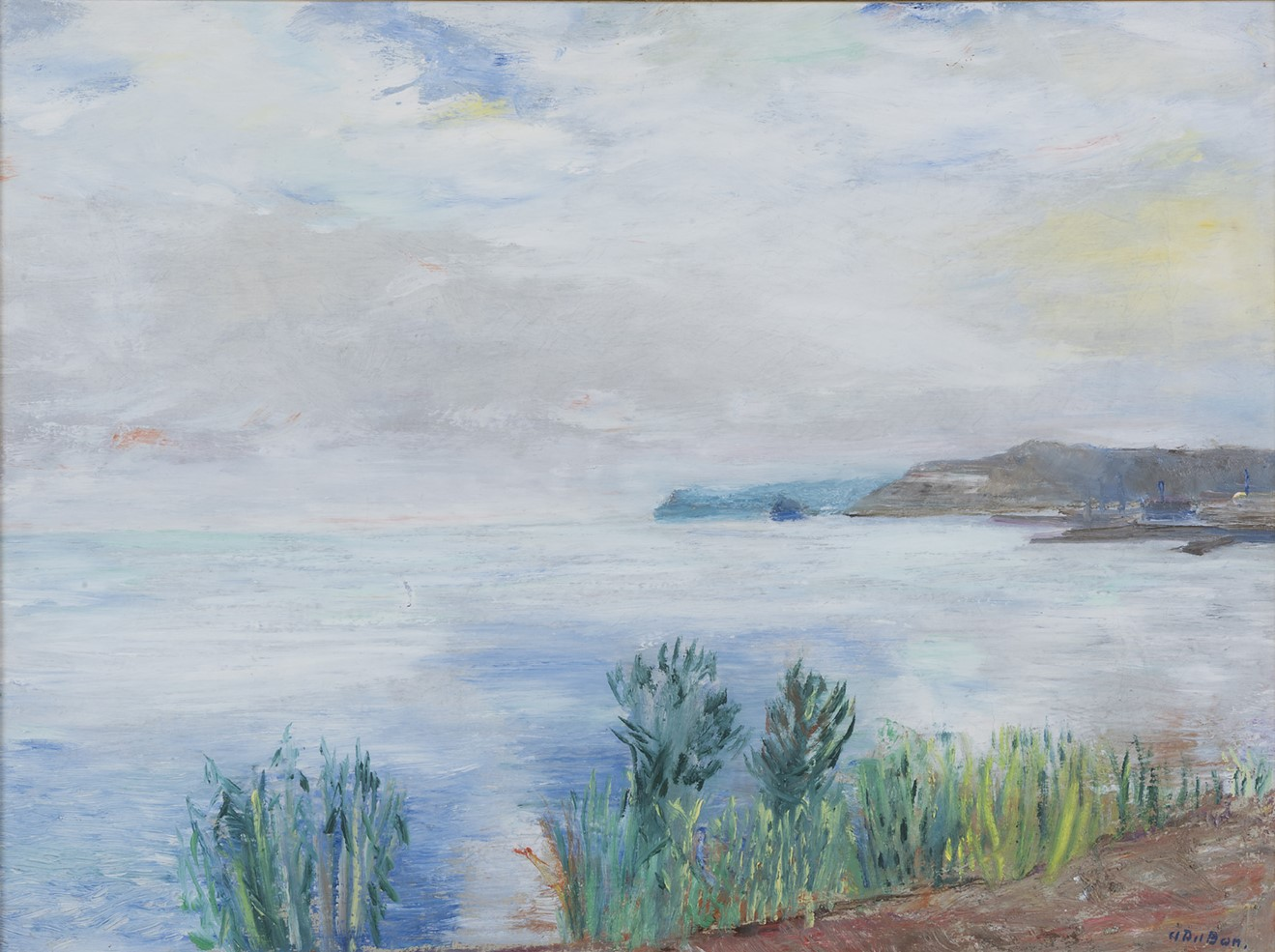
Albisola, Angelo Del Bon

Gli artisti, con le loro opere si ponevano in opposizione al neoclassicismo novecentesco e ufficiale. Fu di fatto il primo movimento antinovecentista. 

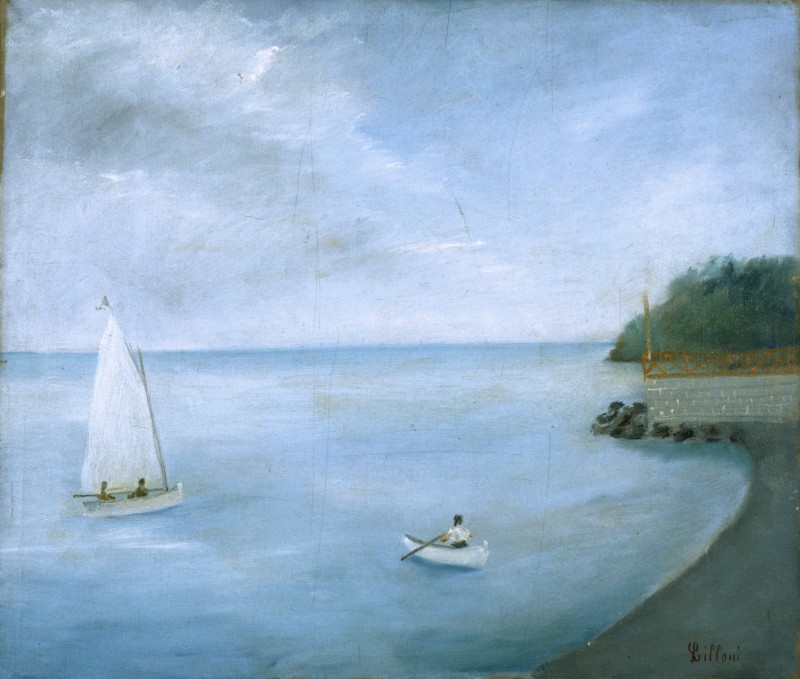
Umberto Lilloni, Paesaggio di Lavagna, 1934,Collezioni d'arte della Fondazione Cariplo.

### I chiaristi milanesi
Della scuola milanese facevano parte:
- Carlo Zocchi (1894 - 1965)
- Cristoforo De Amicis (1902 – 1987)
- Angelo Del Bon (1898 - 1952)
- Francesco De Rocchi (1902 - 1978)
- Umberto Lilloni (1898 - 1980)
- Oscar Sorgato (1902-1941)
- Adriano Spilimbergo (1908 - 1975)
- Renato Vernizzi (1904 - 1972)

### I chiaristi mantovani

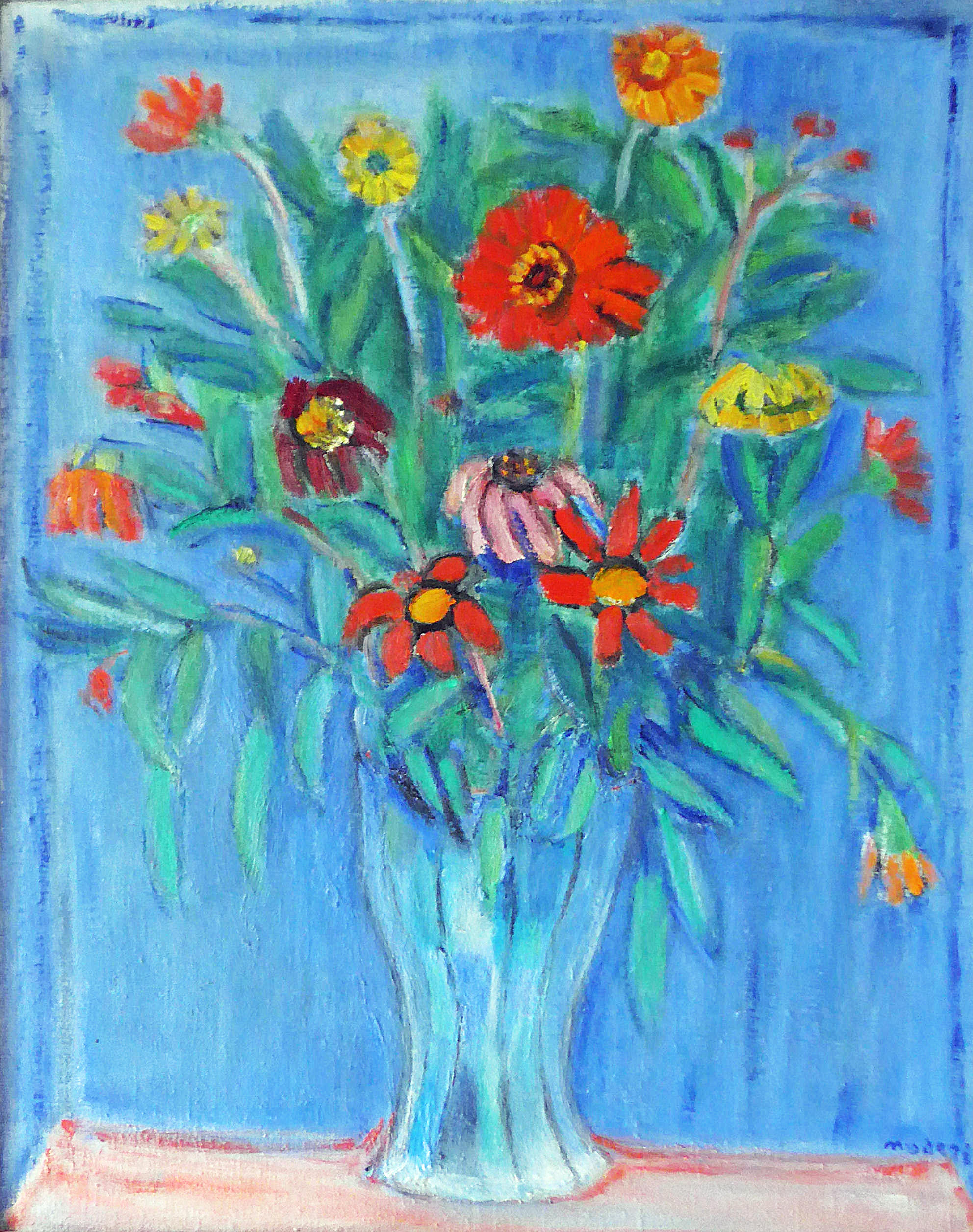
Nene Nodari, Zinnie, 1945-1950, Civica raccolta d'arte Medole.

La scuola dei chiaristi mantovani prese avvio nell'agosto 1933 per opera di Angelo Del Bon e Oreste Marini e di essa facevano parte:
- Aldo Bergonzoni (1899 - 1976)
- Alessandro Dal Prato (1909 - 2002)
- Giuseppe Facciotto (1904 - 1945)
- Giuseppe Fierino Lucchini (1907 - 2001)
- Danilo Guidetti (1928 - 1990)
- Oreste Marini (1909 - 1992)
- Carlo Malerba (1896 - 1954)
- Ezio Mutti (1906 - 1987)
- Nene Nodari (1915 - 2004)
- Goliardo Padova (1909 - 1979)
- Giulio Perina (1907 - 1985)
- Ermanno Pittigliani (1907 - 1979)
- Carlo Zanfrognini (1877 - 1976)